# Sonata Arpeggione
Sonata in La minor pentru arpeggione și pian, cunoscută ca Sonata Arpeggione, a fost compusă de Franz Schubert la Viena în noiembrie 1824 și publicată postum în 1871.
Lucrarea a fost probabil comandată de Vincenz Schuster, prieten al lui Schubert și virtuoz pe arpeggione, instrument care fusese inventat cu numai un an înainte. Ea este singura compoziție importantă pentru acest instrument, numit și chitară violoncel, între timp dat uitării. Astăzi, sonata este interpretată în transcripții pentru violoncel și pian sau violă și pian, realizate după moartea lui Schubert. Există și aranjamente pentru alte instrumente: contrabas, flaut sau clarinet (pentru arpeggione) și chitară sau harpă (pentru pian).